# Битва при Харахалджит-Элетах
Битва при Харахалджит-Элетах — крупное сражение 1203 года, произошедшее между войсками Чингисхана и кереитского правителя Ван-хана.

## Предпосылки
Победа над объединённым войском Джамухи в 1201 году, а также разгром татар год спустя сделали Чингисхана одной из ключевых фигур в Степи, существенно изменив прежнее соотношение сил. Монгольскому хану отныне была подчинена вся Восточная Монголия, в ущерб другим сильным племенам: найманам на западе и кереитам в её центральной части.
Правитель кереитов Тоорил (Ван-хан) приходился Чингисхану названным отцом и находился с ним в дружеских отношениях, однако после возвышения Чингиса между двумя ханами наступило охлаждение. В то время, когда Чингисхан готовился к походу на татар, Ван-хан совершил набег на племя меркитов; захватив богатую добычу, Ван-хан, вопреки обычаю, не поделился ей с Чингисханом, чем нанёс тому серьёзную обиду. Несмотря на это, вскоре Чингис предложил Ван-хану совершить совместный поход на одного из найманских правителей Буюрук-хана. В сражении при озере Кишилбаш Буюрук был разбит, однако по возвращении домой победителям преградил путь один из найманских отрядов под командованием военачальника Коксэу-Сабраха. Бой было решено провести утром, однако ночью в стане кереитов появился Джамуха и, обвинив Чингисхана в обмене послами с найманами, убедил Ван-хана покинуть лагерь, надеясь на гибель Чингиса от рук врага. Ожидания Джамухи не оправдались, и наутро найманы стали преследовать не Чингисхана, а Ван-хана; его кочевья были разорены, а множество людей и скота — угнаны. Сын Ван-хана Нилха-Сангум вступил с найманами в схватку, но его лошадь ранили, а его самого едва не взяли в плен. Узнав о случившемся, Чингисхан отправил на помощь Ван-хану часть своего войска. Найманы были разгромлены, и за спасение кереитов Ван-хан завещал Чингисхану свой улус.
Желая скрепить отношения с названным отцом, Чингисхан предложил Ван-хану женить на его дочери Чаур-беки своего старшего сына Джучи, а дочь Чингиса Ходжин-бэги выдать за сына Нилха-Сангума Тусаху. Однако кереитам такое предложение очень не понравилось; особенно противился Сангум, даже оскорбивший Чингисхана.
После этого случая отношения Чингиса и Ван-хана окончательно испортились, чем поспешил воспользоваться Джамуха, предложив всем нойонам (в том числе Сангуму), недовольным политикой Чингисхана, заключить против того военный союз; с большим трудом Сангуму удалось склонить на сторону заговорщиков и отца. Стремясь заманить Чингиса в ловушку, Сангум решил «согласиться» на предложенный тем межсемейный брак и под предлогом свадебного пира пригласил в стан кереитов. Обман был раскрыт, и Чингисхан отказался ехать, отправив вместо себя двух своих людей.
Тогда кереиты, созвав военный совет, решили наступить на монголов открыто. Решение совета было приказано хранить в строжайшей тайне, однако по возвращении домой один из нойонов проболтался о случившемся своей семье. Разговор подслушали два его табунщика из племени килингут, Бадай и Кишлих, и поспешили рассказать об услышанном Чингисхану. Предупреждённый хан приказал немедленно сняться с лагеря и остановился вместе с войском в местности Харахалджит-Элет на границе с Китаем около Великой Китайской стены.

## Силы сторон
По оценкам историков, в начале 1203 года войска Чингисхана существенно уступали по силе его противникам. Уход знатных родственников (Алтана, Даритай-отчигина и Хучара), а вместе с ними и ряда союзных обоков вскоре после татарского похода, по разным данным, лишил монгольского хана от одной трети до половины населения улуса. Другим не менее важным фактором оказалась и внезапность приближения противника. Таким образом, для сражения при Харахалджит-Элетах Чингисхан мог выставить не больше десяти тысяч человек. Несмотря на значительный перевес в численности войск со стороны кереитов, Чингисхан не стал уклоняться от сражения. Был созван совет с целью обсуждения расстановки сил.
Ван-хан разделил свои войска на пять частей, расставив их в следующей последовательности: джуркины Хадаги — тумен-тубегены Ачих-Шируна — олан-дунхаиты — тысяча тургаудов Ван-хана во главе Хоришилемун-тайджи — Великий Средний полк во главе Нилха-Сангума и самого Ван-хана. Непосредственно перед битвой о расстановке сил кереитов Чингисхану доложил Джамуха, вместе с этим посоветовав тому организовать внезапную атаку. По версии Рашид ад-Дина, Чингисхан узнал о расположении неприятеля от двух своих разведчиков, наблюдавших за кереитами с Мау-Ундурских высот. Как бы то ни было, на основании полученных сведений монголами был составлен подробный план атаки. Передовыми были поставлены урутские и мангутские воины под командованием Джурчедая и Хуилдар-Сечена; вторым эшелоном стали нукеры Чингисхана.

## Ход и итоги битвы
Первый отряд во главе джуркинов приблизился к войскам Чингисхана, когда они выстраивались для сражения. Урутам и мангутам удалось смять джуркинов и погнать их назад, однако во время погони наперерез вышли тумен-тубегены. Приблизившись к Хуилдар-Сечену, Ачих-Ширун ударил его копьём, выбив из седла. Оставшиеся уруты во главе с Джурчедаем отбили атаки тумен-тубегенов, олан-дунхаитов и брошенной Ван-ханом тысячи тургаудов. Разъярённый Нилха-Сангум, не дожидаясь окончания сражения, сам бросился в бой во главе Среднего полка, но был ранен в щёку стрелой и упал с коня. Испугавшись, кереиты стали отступать, однако монголам так и не удалось разгромить врага из-за наступивших сумерек и измотанности армий.

### «Балджунахское сидение»
Хотя фактически битва при Харахалджит-Элетах закончилась ничьей, для Чингисхана её исход был равносилен поражению: монгольские войска понесли ощутимые потери, и на повторную атаку неприятеля уже было недостаточно сил. Был тяжело ранен и позже скончался Хуилдар-Сечен; третьего сына Чингисхана Угэдэя, также принимавшего участие в битве, ранили в шею стрелой, но юноша был спасён нукером Чингиса Борохулом, высосавшим из раны кровь. Хан отдал приказ об отступлении, в ходе которого армия, впрочем, поредела ещё почти на половину: массовый характер приняло дезертирство. Чингисхан вывел войска в местность Далан-Немургес, двинувшись по Халхин-Голу. Разделённое надвое, монгольское войско во время пути промышляло облавной охотой на диких зверей. Чингисхану удалось склонить на свою сторону кочевавшее в тех местах племя унгиратов, и вскоре монголы получили убежище на берегах р. Тунге вблизи о. Буйр-Нуур, где могли пополнить силы и подготовиться к новой войне с кереитами. Отсюда Чингис отправил ко всем своим противникам послов, преследуя цель расколоть сложившуюся против него коалицию. Растроганный жалобой названного сына, Ван-хан поверил Чингисхану и даже отправил к нему посла просить прощения; однако на Сангума слова послов Чингиса не подействовали, и он объявил о своей готовности продолжить воевать с монголами.
Остановившись в болотистой местности Балджунах к югу от р. Халхин-Гол, Чингисхан насчитал в своих войсках только 2600 (по другим источникам — 4600) воинов. В течение некоторого времени Чингисхан с войском жил в тяжелейших условиях, недоедая и выжимая воду из грязи. Позднее воины, вместе с Чингисханом «пившие мутные воды Балджуна», получили почётное прозвание «балджунту» и пользовались огромным уважением в Монгольской империи. «Юань ши» упоминает среди «балджунту» 14 человек: это сам Чингисхан, его младший брат Хасар, Ачжулуг, а также три кереита, два киданя, мусульманин и выходцы из икиресов, мангутов, чеутаев и сулдусов.

### Разгром кереитов
В это же время в Степи сформировалась ещё одна коалиция, враждебно настроенная как и к Чингисхану, так и к Ван-хану; в неё вошли родственники Чингиса, Джамуха, а также ряд людей из племён бааринов, мангутов и татар. Был составлен план нападения на Ван-хана, однако последний предугадал планы заговорщиков и сам выступил против них, разгромив и обратив в бегство. Одержав победу, Ван-хан по её случаю устроил пиршество в золотой юрте.
Неоценимую роль сыграло появление в Балджунах младшего брата Чингиса Хасара. Разграбленный кереитами и лишившийся жены и сыновей, Хасар некоторое время жил в полной нищете, питаясь кожей с собственной обуви и сухими жилами, пока не нашёл Чингисхана. Обрадованные воссоединением, братья придумали хитрость: отправив к Ван-хану двух послов, Чингисхан повелел им передать якобы от имени Хасара о готовности того перейти на сторону кереитов; таким образом, была не только усыплена бдительность Ван-хана, но и также выведано точное место его стоянки. Снарядив войско, Чингисхан быстро достиг владений кереитов и окружил ставку Ван-хана. Жестокое сражение продолжалось три дня, и в ходе него кереиты были полностью разгромлены. Ван-хан бежал, но на границе с государством найманов натолкнулся на караул и, неузнанный, был убит. Нилха-Сангуму удалось уйти сначала в государство тангутов Си Ся, а потом — в Восточный Туркестан, где его вскоре убил предводитель уйгуров Клыч-Кара. Древнее кереитское царство прекратило своё существование.

## В культуре
Битва при Харахалджит-Элетах описана в романе И. К. Калашникова «Жестокий век» (1978).